# Агоев, Константин Константинович
Константи́н Константи́нович Аго́ев (5 апреля 1889 — 21 апреля 1971) — генерал-майор Белой армии, участник Первой мировой войны и Гражданской войны в России, эмигрант.

## Начало карьеры
Агоев родился в станице Новоосетинская (Терская область) в семье урядника, этнического дигорца. Окончил Реальное училище принца Ольденбургского и Николаевское кавалерийское училище (1909, награждён 1-м призом за верховую езду и занесен на мраморную доску, окончил по 1-му разряду портупей-юнкером) — вышел в 1-й Волгский полк Терского казачьего войска в чине хорунжего. В 1912 году с отличием закончил Окружные гимнастическо-фехтовальные курсы Киевского военного округа, а затем и Главную гимнастическо-фехтовальную школу в Петрограде, с 1914 года инструктор школы по фехтованию. В чине сотника принимал участие в обеих Всероссийских Олимпиадах: Первой — в Киеве и Второй — в Риге, где получил первый приз за бой на штыках и третий — за бой на эспадронах.

## Первая мировая война
Тяжело ранен в сентябре 1914 года при штурме Волгским полком перевала Ужок в Карпатах. В мае 1915 года перевёлся во 2-й Волгский полк. Командуя сотней, в бою под с. Дарахов, под огнём противника повел её в атаку до удара в шашки и первым врезался в цепи австрийцев. Один из пулеметов противника был лично взят командиром сотни подъесаулом Агоевым. Есаул (08.15). 26 октября 1916 года в Трансильвании в бою у с. Гельбор ранен пулей в левое бедро с раздроблением кости.

## Гражданская война
Войсковой старшина (1917). К марту 1918 года Агоев организовал белый партизанский отряд (А. Горбач — Белое движение в Терской Области). В июне 1918 года отряд Агоева принял активное участие в Терском восстании. В ноябре 1918 года с отрядом Пятигорской линии Агоев прибыл на соединение с Добровольческой армией в Кубанскую область, назначен командиром 1-го Терского казачьего полка с производством в полковники. В боях под станицей Суворовской 16 ноября ранен в левую руку. По излечении вернулся в полк, вскоре вступил во временное командование 1-й Терской казачьей дивизией, затем был назначен начальником дивизии. В 1919 году — командир бригады в 3-м Кубанском корпусе генерала А. Г. Шкуро; получил чин генерал-майора. В Крыму в Русской армии П. Н. Врангеля воевал командиром Терско-Астраханской бригады, во главе которой участвовал во всех боях в Северной Таврии.

## Эмиграция
С ноября 1920 года на острове Лемнос, затем в Болгарии. В 1922 году выслан правительством Стамболийского в Константинополь. В 1923 году вернулся в Болгарию, где проживал до 1930 года, оставаясь в должности командира Терско-Астраханского казачьего полка. В 1930 году уехал в США, поселился в имении Вильяма Каухилла в районе Фэйрфильда (штат Коннектикут), где преподавал фехтование и верховую езду. В начале 1953 года большинством голосов терцев-эмигрантов генерал-майор Агоев был избран заместителем Войскового атамана Терского казачьего войска. С 1955 года — постоянный Войсковой атаман Терского казачьего войска. Затем переехал в г. Стратфорд в Дом престарелых. Похоронен на кладбище г. Джексонвилл, штат Нью-Джерси, США.

## Награды
- Орден Св. Анны с надписью «За храбрость»,
- Орден Св. Станислава 3-й ст. с мечом и бантами.
- Орден Св. Анны 3-й ст. с мечами и бантом.
- Орден Св. Станислава 2-й ст. с мечами.
- Орден св. Анны 2 ст. с мечами.
- Орден Св. Георгия 4-й ст. (18.11.1915).